# Stephen Ayodele Makinwa
Stephen Ayodele Makinwa, född 26 juli 1983 i Lagos, Nigeria, är en fotbollsspelare (anfallare) som spelar i slovenska ND Gorica. Han har tidigare spelat för bland annat AC Reggiana, Genoa CFC, Atalanta BC, Palermo och SS Lazio.